# DAF XF
DAF XF — крупнотоннажный грузовой автомобиль, выпускаемый нидерландской компанией DAF Trucks с 1997 года. Получил премию «Грузовик года» в 1998 и 2007 годах.

## Первое поколение (1997—2002)
Первое поколение представляет собой обновлённый DAF 95, только к цифрам в обозначении была приставлена аббревиатура XF (Extra Forte), что обозначает 95XF. Автомобили получили изменённую кабину Cabtec-cab и оснащения. При сохранении общего стиля 95-й серии кабина 95XF получила более высокие двери, полностью закрытые боковые ступени и новое оформление передней части. Интерьер был полностью изменён.
DAF 95XF оснащался 6-цилиндровыми двигателями DAF XF объёмом 12,50 л (315, 381, 428, 483 и 530 л. с.) и двигателем Cummins 14,0 л (530 л. с.), синхронизированные с 16-ступенчатой механической коробкой передач ServoShift с пневмоусилителем.

## Второе поколение (2002—2006)
Второе поколение DAF XF производилось с 2002 по 2006 год. Шасси серии XF95 имеют полную массу от 18 до 35,5 тонн. Седельные тягачи производились с колёсной формулой 4 × 2, 6 × 2, 6 × 4 и 8 × 4. Колёсная база составляет от 3,1 до 4,6 м.
Для автомобилей предусмотрены варианты двуспальных кабин шириной 2490 мм XF Space Cab и XF Super Space Cab. На автомобили устанавливаются те же двигатели, компонующиеся с 16-ступенчатой МКПП ServoShift или роботизированной КПП AS-Tronic. На полноприводные автомобили устанавливаются колёсные редукторы.
На всех исполнениях ставятся вентилируемые дисковые тормоза, включая электронную тормозную систему EBS, антиблокировочную ABS, противобуксовочную ASR и систему экстренного торможения Brake Assist. В качестве опции устанавливается система курсовой стабилизации движения VSC.

## Третье поколение (2006—2013)
Появившаяся в 2006
году серия XF105 с новым двигателем соответствует нормам выбросов Евро-4/Евро-5. Производилась параллельно с серией XF95, соответствующей нормам Евро-3.
Шасси серии XF105 выпускаются полной массой от 18 до 32 тонн. Колёсная база составляет от 3,6 до 6,9 м. Седельные тягачи имеют колёсные формулы 4 × 2, 6 × 2, 6 × 4 и 8 × 4. Тягачи могут перевозить грузы объёмом до 100 м3 в составе автопоезда из 3 единиц.
Внешне автомобиль XF105 отличается кабиной и двигателями PACCAR MX мощностью 410, 460 и 510 л. с. Панель приборов сделана из алюминия или дерева. Объём бака составляет 500 или 750 литров.
В 2006 году в автомобиль была добавлена система телематики для обмена данными и управления транспортным средством. Система состоит из стандарта DIN, карпьютера и Веб-портала. Соединение осуществляется с помощью системы навигации GPRS.

## Четвёртое поколение (2013—2017)
В 2012 году DAF показал новое поколение флагманского DAF XF Евро-6 в Ганновере. Производство новых грузовиков началось весной 2013 года. Обновлённый тягач получил изменённое оформление передней части, что сделало его более аэродинамичным. Новая решётка радиатора помимо современного дизайна обеспечивает наилучшее охлаждение двигателя и оптимизирует воздушные потоки.
Как и у предыдущей модели, в крышу кабины XF Super Space Cab вмонтированы дополнительные прожекторные фары.
Грузовик получил модернизированные 6-цилиндровые дизельные двигатели PACCAR MX-13 объёмом 12,9 литра, соответствующие стандарту Евро-6, в следующих вариантах мощности: 410 л. с., 460 л. с. и 510 л. с. Двигатели предназначены для 1 600 000 километров пробега.
Мощность двигателя передаётся на задние колёса через 12 или 16-ступенчатую механическую коробку передач, или 12, или 16-ступенчатую автоматическую коробку передач производства ZF Friedrichshafen AG. Ёмкость топливного бака имеет максимум 1500 литров.

### Двигатели
| Двигатель | Количество и расположение цилиндров | Объём  | Мощность                                 | Крутящий момент               | Нормы выбросов |
| --------- | ----------------------------------- | ------ | ---------------------------------------- | ----------------------------- | -------------- |
| MX-11     | Р6                                  | 10,8 л | 320 кВт (435 л. с.) при 1450—1700 об/мин | 2100 Н·м при 1000—1450 об/мин | Евро-6         |
| MX-13     | Р6                                  | 12,9 л | 303 кВт (410 л. с.) при 1425—1750 об/мин | 2000 Н·м при 1000—1425 об/мин | Евро-6         |
| MX-13     | Р6                                  | 12,9 л | 340 кВт (460 л. с.) при 1425—1750 об/мин | 2400 Н·м при 1000—1425 об/мин | Евро-6         |
| MX-13     | Р6                                  | 12,9 л | 375 кВт (510 л. с.) при 1425—1750 об/мин | 2550 Н·м при 1000—1425 об/мин | Евро-6         |

## Пятое поколение (2017—2021)

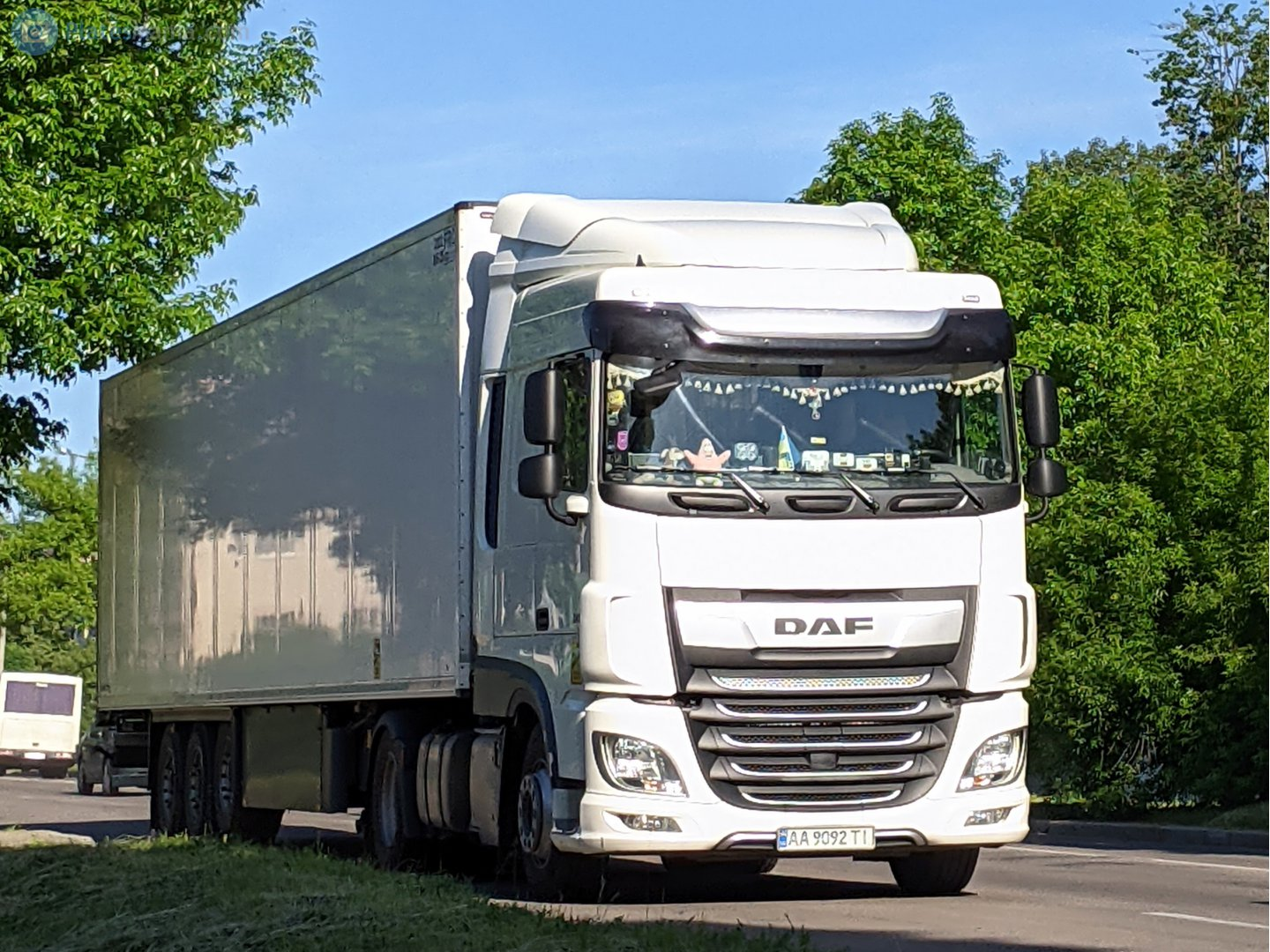

Весной 2017 года DAF представил новое поколение топовой модели XF. Она получила обновлённые двигатели, элементы трансмиссии и новые аэродинамические элементы. Всё это позволило сократить расход топлива на 7 %. Тягачи и шасси нового поколения легче предыдущего и получили обновлённый дизайн интерьера и экстерьера.
Применение нового более эффективного турбокомпрессора для двигателя PACCAR MX, нового поколения системы EGR и инновационной конструкции клапанов позволило сделать работу двигателя более оптимальной. Термальная эффективность была усовершенствована с помощью применения обновлённых элементов, таких как поршни и инжекторы. Повышена степень сжатия.
Основной задачей при доработке двигателей было добиться снижения рабочего диапазона оборотов, чтобы получить лучшую в классе эффективность. Максимальный крутящий момент для PACCAR MX-11 и MX-13 был значительно повышен и достигается уже с 900 об/мин. Самый мощный дизель PACCAR MX-13 выдает 530 л. с. (390 кВт) и 2600 Н·м уже при 1000 об/мин.
Задняя ось также подверглась некоторым доработкам: передаточное число гипоидной главной передачи снизили до 2,05: 1, что позволяет ехать на крейсерской скорости 85 км/ч при 1000—1040 об/мин. Двигатели сочетаются с новейшей 12-ступенчатой автоматической коробкой передач TraXon, или с 16-ступенчатой в качестве опции. Электронные системы EcoRoll и Dynamic Cruise обновили до последних версий.

### Двигатели
Дизельные двигатели PACCAR MX-11
- 299 л. с. при 1675 об/мин; 1350 Н·м при 900—1400 об/мин
- 341 л. с. при 1675 об/мин; 1500 Н·м при 900—1400 об/мин
- 367 л. с. при 1600 об/мин; 1900 Н·м при 900—1125 об/мин
- 408 л. с. при 1600 об/мин; 2100 Н·м при 900—1125 об/мин
- 449 л. с. при 1600 об/мин; 2300 Н·м при 900—1125 об/мин

Дизельные двигатели PACCAR MX-13
- 428 л. с. при 1600 об/мин; 2300 Н·м при 900—1125 об/мин
- 483 л. с. при 1600 об/мин; 2500 Н·м при 900—1125 об/мин
- 530 л. с. при 1675 об/мин; 2600 Н·м при 1000—1460 об/мин

## Шестое поколение (2021—настоящее время)

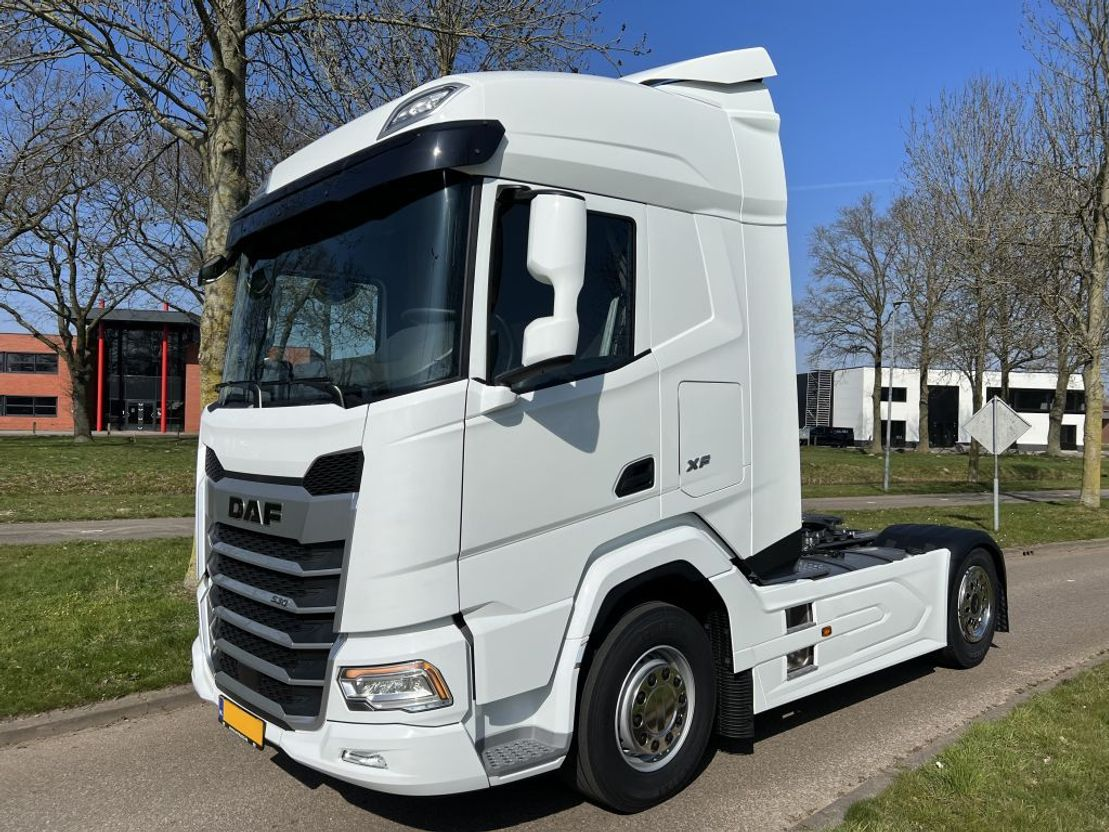

Осенью 2021 года дебютировало новое поколение модели. В гамме флагманов отныне три модели: обычная XF (высота потолка около 2 м), XG (удлиненная на 33 сантиметра) и XG + с максимально просторной кабиной (удлинённая, потолок 2 м 20 см). Автомобили комплектуются двигателями PACCAR MX-11 и MX-13 и роботизированными КПП ZF TraXon.

### Двигатели
Дизельные двигатели PACCAR MX-11
- 367 л. с. при 1600 об/мин 1900 Н·м при 900—1125 об/мин
- 408 л. с. при 1600 об/мин 2100 Н·м при 900—1125 об/мин
- 449 л. с. при 1600 об/мин 2300 Н·м при 900—1125 об/мин

Дизельные двигатели PACCAR MX-13
- 428 л. с. при 1600 об/мин 2300 Н·м при 900—1125 об/мин
- 483 л. с. при 1600 об/мин 2500 Н·м при 900—1125 об/мин
- 530 л. с. при 1675 об/мин 2600 Н·м при 1000—1460 об/мин